# Rubió
Rubió – gmina w Hiszpanii, w prowincji Barcelona, w Katalonii, o powierzchni 48,2 km². W 2011 roku gmina liczyła 227 mieszkańców.